# 펑샤오팅
펑샤오팅(중국어 간체자: 冯潇霆, 정체자: 馮瀟霆, 병음: Féng Xiāotíng, 1985년 10월 22일 ~ )은 중국의 전직 축구 선수로 현역 시절 포지션은 수비수였다.

## 클럽 경력
2003년 중국 슈퍼리그의 쓰촨 관청에서 프로 생활을 시작하였고, 좋은 활약을 보이며 곧 주전 선수로 활약하였다. 그는 17살에 팀의 주장으로 몇 경기에서 활약하여, 중국 슈퍼리그 역사상 가장 어린 주장으로서의 기록을 세우게 되었다. 하지만 2004년 시즌 후반에 부상을 당하였고, 이후 경기에 출전하지 못하였다.
그의 활약상은 다롄 스더의 이목을 집중시켰고, 부상으로 인하여 시즌 초반을 결장해야 하는 상태였지만 2005년 이적을 성사시켰다. 하지만 그는 시즌 후반에 팀의 핵심 수비수로 활약하였고, 팀의 중국 슈퍼리그와 중국 FA컵 우승에 기여하였다. 이후 지밍위와의 경쟁에서 패하여 출전 기회가 줄어들었으나, 2007년 지밍위가 청두 블레이즈로 이적하자 팀에 꼭 필요한 존재가 되어 주전 선수로 활약하였다.
2008년 하계 올림픽에서 펑샤오팅은 이탈리아 세리에 A의 AC 시에나의 스포츠 이사인 마누엘 게롤린의 이목을 집중시켜 이탈리아 무대로의 이적에 근접하였으나, '비유럽권(Non-EU) 선수 보유 제한규정'으로 인하여 이적이 지연되었다. 2009년 다롄 스더와의 계약이 끝나자 '아시아쿼터제'가 도입된 K-리그의 전남 드래곤즈, 제주 유나이티드, 대구 FC의 관심을 받게 되었다. 치열한 경쟁 끝에 대구 FC로의 이적에 근접하였으나, 중국 축구 협회 측은 펑샤오팅이 FA 상태이지만 전 소속팀인 다롄 스더가 이적료를 받아야 한다고 주장하였다. 분쟁 끝에 FIFA 측에서 정식으로 개입하였고, 결국 대구 FC로 이적하였다.
2009년 대구 FC의 부진과 함께 펑샤오팅 또한 별다른 인상을 남기지 못하였으나, 2010년 2월 1일 미드필더 온병훈을 상대로 전북 현대 모터스에 현금 트레이드되었다. 그는 전반기에 주전 수비수로 자리잡았지만, 후반기에 부상과 함께 새롭게 합류한 조성환에게 주전 자리를 빼앗겼다. 2010 시즌이 끝나고 광저우 헝다로 이적하였다.
2020시즌을 앞두고 상하이 선화로 임대 이적했다.

## 국가대표 경력
2005년 FIFA 세계 청소년 축구 선수권 대회에 발탁되어 팀의 주장을 맡아 전 경기에 선발 출전하였고, 팀의 16강 진출에 기여하여 대회에 참가한 선수 중 '14명의 유망주'에 선정되었다.
2004년 3월 17일 광저우에서 열린 미얀마와의 친선경기에서 후반전에 교체 투입되어 중국 국가대표팀에 데뷔하였고, 2004년 4월 14일 페랄라다에서 열린 안도라와의 친선경기에서 두 번째로 출전하였다. 하지만 그 뒤 4년간 국가대표팀과는 인연이 없었고, 2008년 2월 6일 두바이에서 열린 이라크와의 2010년 FIFA 월드컵 예선에서 세 번째로 출전하였다. 그 뒤 2009년 5월 29일 상하이에서 열린 독일과의 친선경기 및 2010년 FIFA 월드컵 예선과 2011년 AFC 아시안컵 예선, 2010년 동아시아컵에서 출전하여 활약하였다. 2010년 2월 10일 도쿄에서 열린 대한민국과의 2010년 동아시아컵에 선발되어 2010년 FIFA 월드컵을 앞둔 대한민국과 경기를 갖기도 하였으며, 팀의 3-0 승리에 크게 기여하며 공한증을 깨는 데 일조하였다.
자국에서 열린 2008년 하계 올림픽에서 리웨이펑과 호흡을 맞출 중앙 수비수로 선발되어 뉴질랜드와 벨기에와의 경기에 출전하였으나, 팀은 8강 진출에 실패하였다.

## 그 외
2005년 6월 13일 2005년 FIFA 세계 청소년 축구 선수권 대회에 출전한 뒤 가진 FIFA와의 인터뷰에서 박주영을 폄훼하는 발언을 하여, 축구팬들 사이에 논란을 일으키기도 하였다.
2010년 3월 19일 성남 일화 천마와의 홈 경기에서 중국 유학생 700여명을 초청하기도 하였다.

## 기록

### 클럽 경력 기록
마지막 업데이트: 2010년 1월 1일
| 클럽           | 클럽             | 클럽             | 리그 | 리그 | 컵            | 컵            | 리그컵 | 리그컵 | 대륙   | 대륙   | 총계 | 총계 |
| 시즌           | 클럽             | 리그             | 출장 | 득점 | 출장          | 득점          | 출장   | 득점   | 출장   | 득점   | 출장 | 득점 |
| 중화인민공화국 | 중화인민공화국   | 중화인민공화국   | 리그 | 리그 | 중국 FA컵     | 중국 FA컵     | 리그컵 | 리그컵 | 아시아 | 아시아 | 합계 | 합계 |
| -------------- | ---------------- | ---------------- | ---- | ---- | ------------- | ------------- | ------ | ------ | ------ | ------ | ---- | ---- |
| 2003           | 쓰촨 관청        | 중국 지아 A 리그 | 23   | 2    | ?             | ?             | -      | -      | -      | -      |      |      |
| 2004           | 쓰촨 관청        | 중국 슈퍼리그    | 9    | 0    | ?             | ?             | ?      | ?      | -      | -      |      |      |
| 2005           | 다롄 스더        | 중국 슈퍼리그    | 6    | 0    | ?             | ?             | ?      | ?      | -      | -      |      |      |
| 2006           | 다롄 스더        | 중국 슈퍼리그    | 4    | 0    | ?             | ?             | -      | -      | ?      | ?      |      |      |
| 2007           | 다롄 스더        | 중국 슈퍼리그    | 5    | 0    | -             | -             | -      | -      | -      | -      | 5    | 0    |
| 2008           | 다롄 스더        | 중국 슈퍼리그    | 22   | 0    | -             | -             | -      | -      | -      | -      | 22   | 0    |
| 대한민국       | 대한민국         | 대한민국         | 리그 | 리그 | 대한민국 FA컵 | 대한민국 FA컵 | 리그컵 | 리그컵 | 아시아 | 아시아 | 합계 | 합계 |
| 2009           | 대구 FC          | K리그            | 19   | 0    | 2             | 0             | 1      | 0      | -      | -      | 22   | 0    |
| 2010           | 전북 현대 모터스 | K리그            | 11   | 0    |               |               | 1      | 0      |        |        |      |      |
| 합계           | 중화인민공화국   | 중화인민공화국   | 69   | 2    |               |               |        |        |        |        |      |      |
| 합계           | 대한민국         | 대한민국         | 30   | 0    | 2             | 0             | 2      | 0      | -      | -      | 22   | 0    |
| 총 계          | 총 계            | 총 계            | 88   | 2    |               |               |        |        |        |        |      |      |

## 수상

### 클럽

#### 쓰촨 관청
- 중국 FA컵 준우승 1회 : 2004년

#### 다롄 스더
- 중국 슈퍼리그 우승 1회 : 2005년
- 중국 FA컵 우승 1회 : 2005년